# Ferdinando Provesi
Ferdinando Provesi (né en 1770 à Parme – mort en 1833)  est un compositeur, organiste et pédagogue italien.

## Biographie
Ferdinando Provesi fut le premier professeur de musique de Giuseppe Verdi à Busseto où il dirigeait l'école municipale de musique. Il occupait également les fonctions de kapellmeister, d'organiste de l'église San Bartolomeo et dirigeait l'orchestre de la Società Filarmonica.